# Diplazium wahauense
Diplazium wahauense là một loài dương xỉ trong họ Athyriaceae. Loài này được M.Kato, Darnaedi & K.Iwats. mô tả khoa học đầu tiên năm 1991.
Danh pháp khoa học của loài này chưa được làm sáng tỏ. 